# Schwarzer Berg (Jauernick)
Der Schwarze Berg ist ein 392,8 m hoher Berg bei Görlitz in Sachsen.

## Geografische Lage
Der Berg liegt westlich des Ortsteils Jauernick-Buschbach der Gemeinde Markersdorf in der Oberlausitz. Mit dem benachbarten Kreuzberg (356,7 m) ist der Höhenzug auch als Jauernicker Berge in der Östlichen Oberlausitz bekannt.

## Geschichte

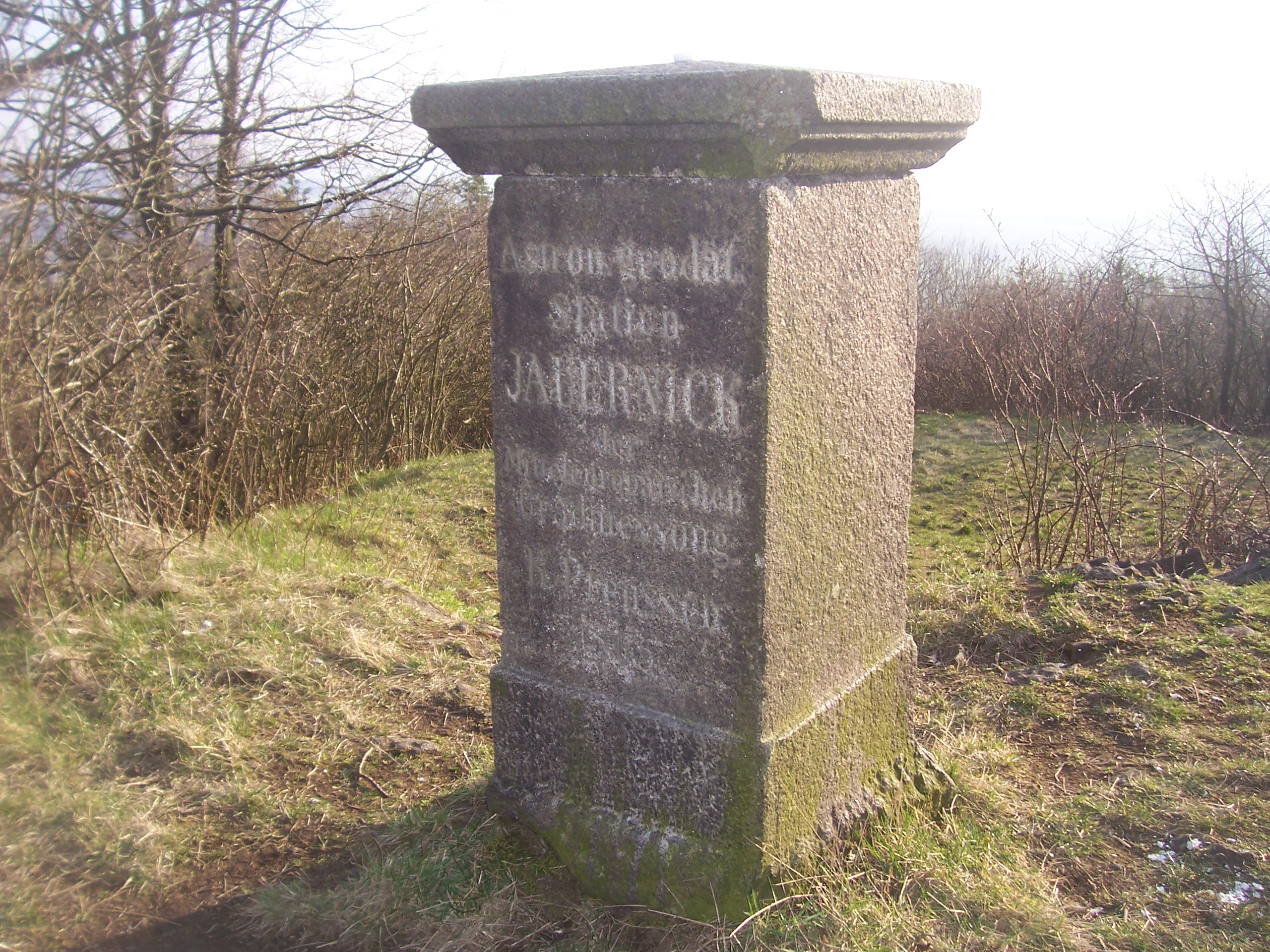
Steinerne Säule der Station Nr. 3 Jauernick auf dem Gipfel des Schwarzen Bergs

Am Südwesthang des Berges wurden 1929 etwa neun Hügelgräber, von denen drei in den Jahren 1930 sowie 1951 archäologisch untersucht wurden, entdeckt. Es konnten einzelne Scherben und geringer Leichenbrand sichergestellt werden, die eine Datierung in das 11. bis 12. Jahrhundert ermöglichen. Nur noch vier Hügel sind erhalten. Die Hügelgräber könnten mit dem sepulcrum (= Grabstätte) droszowicoph in Verbindung stehen, das in der Oberlausitzer Grenzurkunde von 1241 erwähnt ist.
Im Jahr 1865 wurde auf dem Berg als Station Nr. 3 Jauernick ein Vermessungspunkt 1. Ordnung der Königlich-Sächsischen Triangulation eingerichtet. Die heute noch erhaltene steinerne Säule trägt die Aufschrift Astronomisch-Geodätische Station zu Jauernick der mitteleuropäischen Gradmessung Preußen 1865.